# Лангебан
Лангебан (афр. Langebaan) — город на западном побережье ЮАР в Западной Капской провинции.

## География
Лангебан расположен в 120 км к северу от Кейптауна, рядом с автомагистралью R27, в 28 км от Вреденбурга и в 20 км от бухты Салданья-Бей.

## История
Лагуна Лангебан была образована приливами и отливами моря в доисторические времена. Она отличается от большинства лагун, образованных речными водами, попадающими в море. В результате этого в лагуне Лангебан исключительно солёная вода.
Ещё 500 000 лет назад здесь вероятно жили группами предки ранних Homo sapiens, охотились на мелких животных и занимались собирательством. Они, вероятно, использовали огонь для приготовления пищи и шкуры животных как одежду, каменные и деревянные орудия.
Группа окаменелых отпечатков следов ног предположительно человека современного анатомического типа, обнаруженных геологом Дэвидом Робертсом на берегу лагуны Лангебан в 1995 году, датируется возрастом примерно 117 000 лет назад.
Первым европейцем, прибывшим сюда, был Васко да Гама в 1497 году. Антониу ди Салданья, в честь которого названа бухта, вообще никогда не был в этих водах. Juris van Spilbergen ошибочно дал такое название в 1601 году, так как думал, что достиг Кейптауна. Хотя голландцы первыми могли претендовать на эти земли, французы были здесь частыми гостями.
Закреплению европейцев на этих землях мешала нехватка воды в течение 8 месяцев в году.
В этом районе на протяжении столетий происходило много важных событий, в том числе два морских сражения.
Город Лангебан был основан в 1922 году и использовался в качестве китобойной станции до 1960 года.

## Лангебан сегодня
Орнитологи посещают эту область для изучения более 300 видов птиц, обитающих в водах лагуны национального парка Уэст-Кост. Национальный парк становится самым посещаемым местом во время весеннего цветения цветов (с августа по сентябрь). В течение октября и ноября здесь можно наблюдать китов.
Пляжи с белым песком, окружающие прозрачные воды лагуны, являются одной из главных достопримечательностей Лангебана. Мягкий климат сделал Лангебан популярным местом для занятия сёрфингом, подводным плаванием и рыбалкой, а город предлагает многочисленные услуги для любителей водных видов спорта.
Для защиты своей культуры и природы в городе запрещена промышленность. Казино Mykonos Resort проводит большое число ежегодных праздников, фестивалей и выставок. Здесь выступают известные артисты. На курорте проводятся различные благотворительные мероприятия и спортивные соревнования по триатлону, вело- и автогонкам. Ежемесячно проводятся художественные выставки, а в первые выходные октября — фестиваль мидий.

## Население
По данным переписи населения 2001 года в Лангебане проживало 3000 жителей, но предполагается, что в настоящее время в городе проживает около 15 000 человек.

## Образование
В Лангебане есть одна государственная школа, начальная школа и несколько частных школ.

## Фотографии

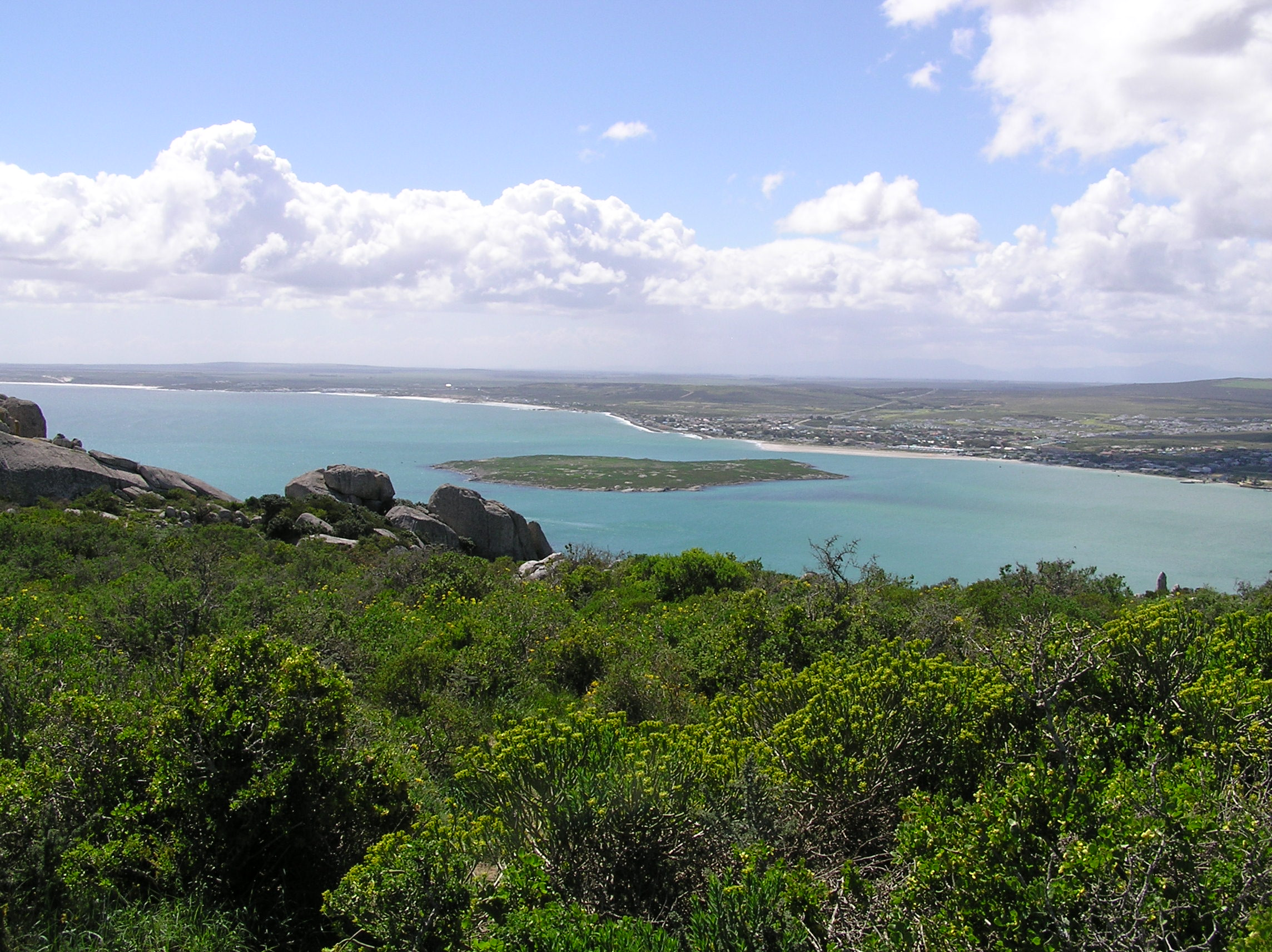
Вид на Лангебан через лагуну
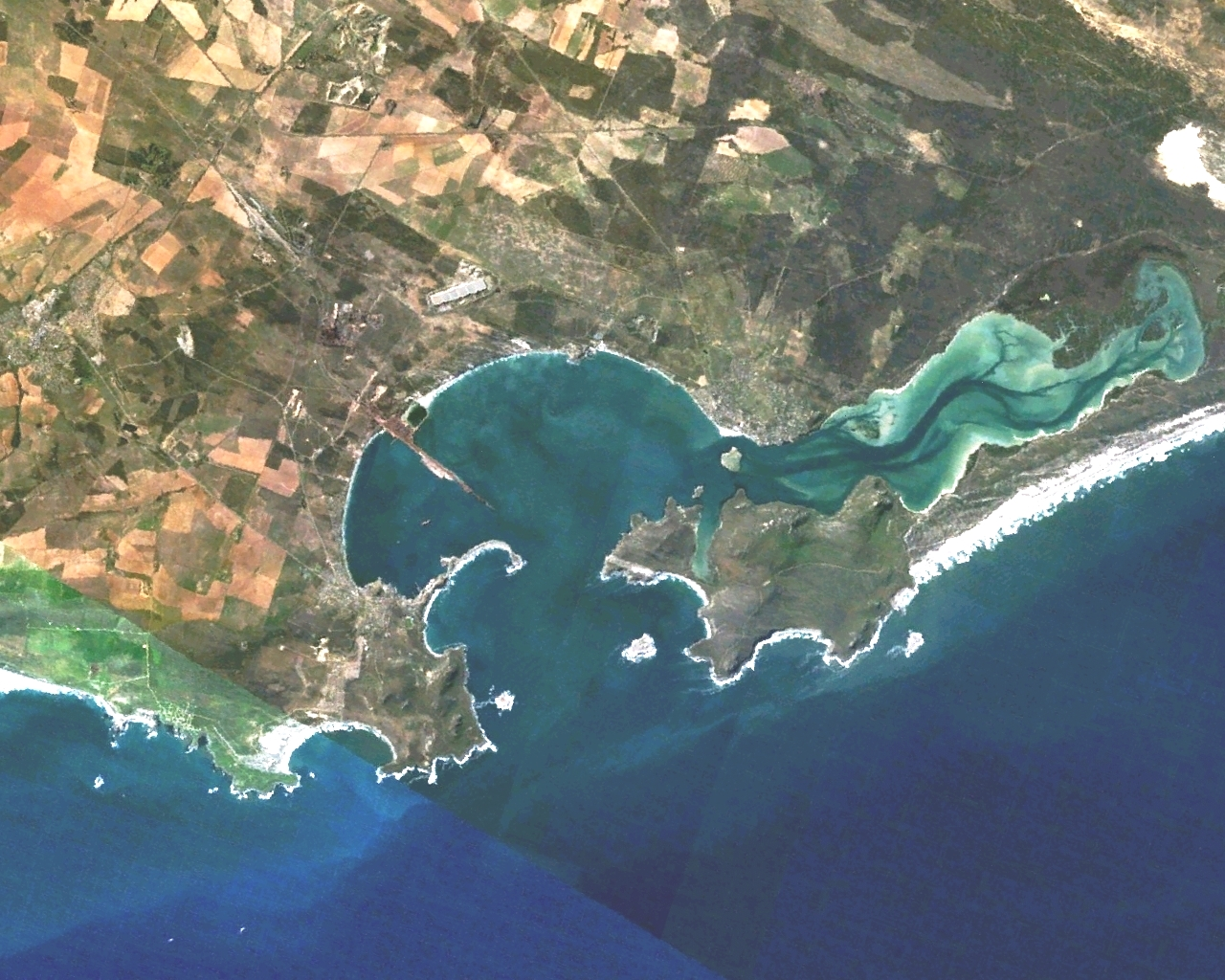
Снимок со спутника бухты Салданья Бей, справа видна лагуна Лангебан
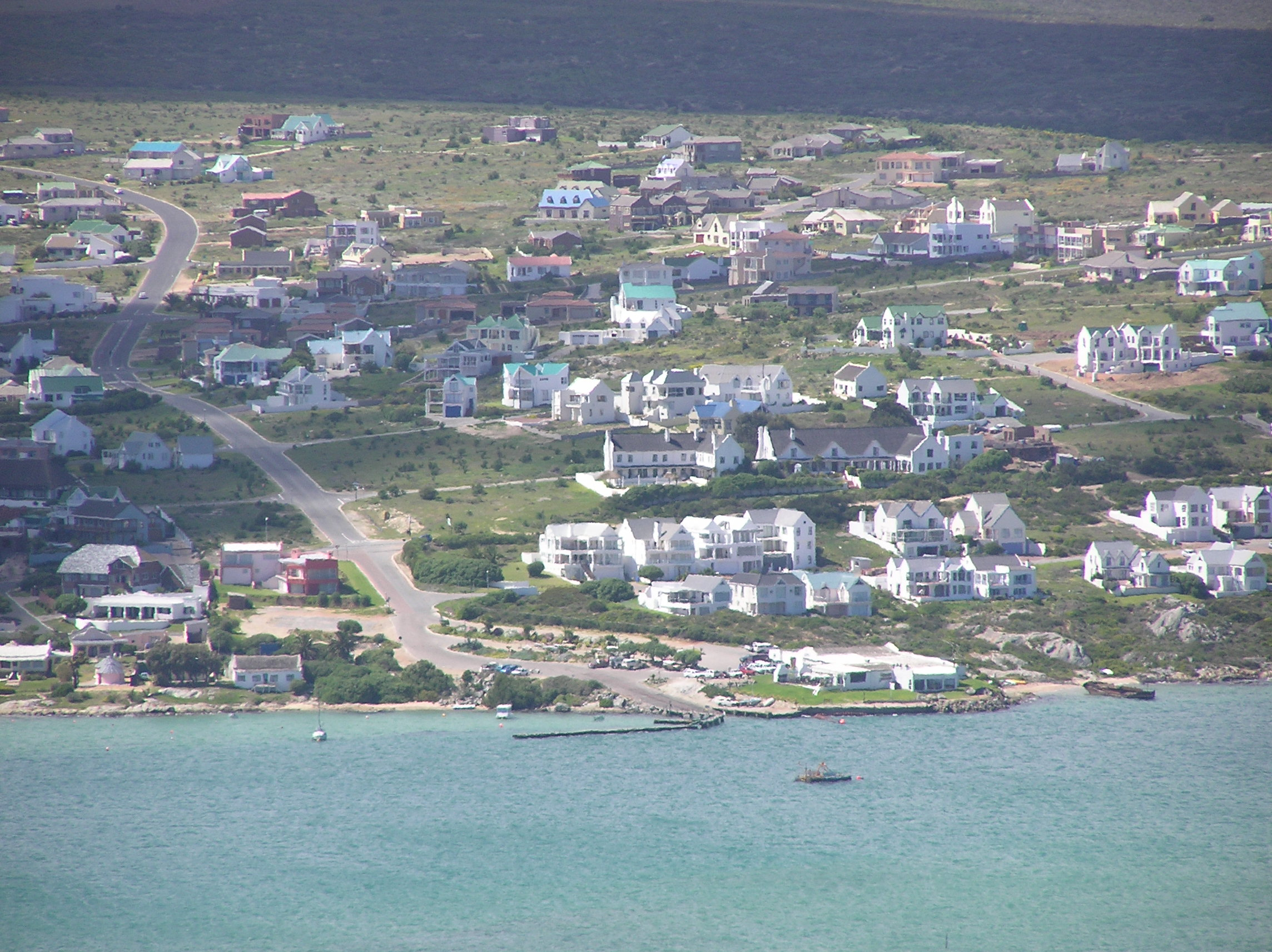
Вид на Лангебан из национального парка Уэст Кост